# Domenico Bossi

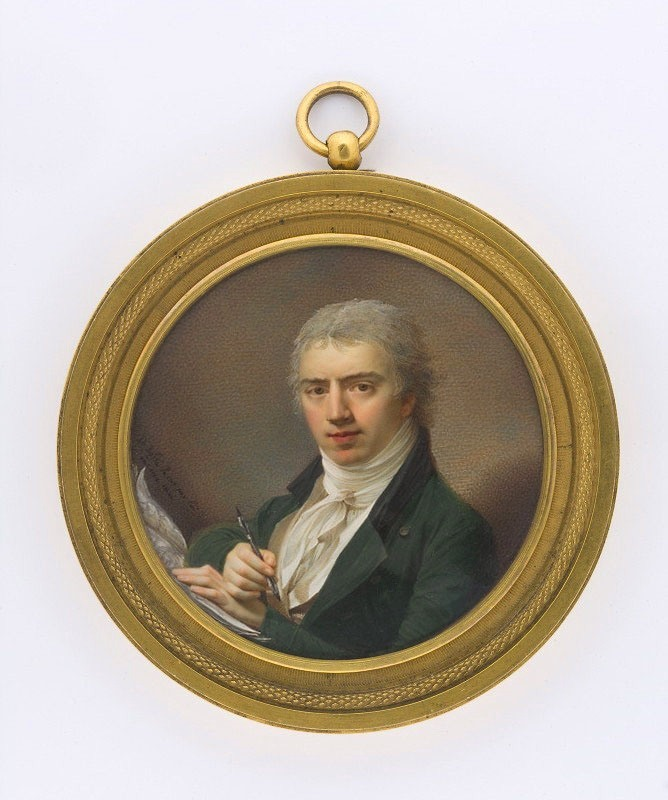
Domenico Bossi (Selbstbildnis 1801, Aquarell und Gouache auf Elfenbein)

 Domenico Bossi  (* 27. Juli 1767 in Triest, Italien; † 7. November 1853 in München) war einer der größten Miniaturporträtisten des Klassizismus. Seine Werke sind in der Tradition der venezianischen Miniaturmalerei auf Elfenbein gemalt. Sie stellen das jeweilige Modell jedoch in einem für seine Zeit ungewohnten, kompromisslosen Realismus dar.

## Leben
Domenico Bossi – Sohn des Malers Bartolomeo Bossi und seiner Frau Maria Ferrandini – absolvierte seine künstlerische Ausbildung an der Akademie von Venedig unter Leitung von Giandomenico Tiepolo. Er gelangte in den späten 1780er Jahren zu großem und außergewöhnlich internationalem Erfolg. Bossi wirkte zwischen 1789 und 1853 in zahlreichen europäischen Städten wie in Amsterdam, Paris, Berlin, Hamburg, München, Wien, Stockholm und Sankt Petersburg. Er erhielt prestigeträchtige Aufträge der damals herrschenden Familien aus Preußen, den Niederlanden, Mecklenburg-Schwerin, Schweden und Russland. Dabei wurde er im Laufe seiner erfolgreichen Tätigkeit Mitglied der Kunstakademien von Stockholm (1798) und Wien (1818). 1824 wurde er zum „Hofmaler“ des schwedischen Königs Karl XIV. Johann ernannt.